# Moviment dels Treballadors Rurals Sense Terra (Namíbia)
El Moviment dels Treballadors Rurals Sense Terra (MST) és un partit polític de Namíbia. Està dirigit per l'antic viceministre de Terres i Reassentament Bernadus Swartbooi, és el seu president i cap de la campanya pel canvi, i per Henny Seibeb, líder adjunt del partit. El partit té quatre escons al parlament.

## Història
El Moviment dels Pobles Sense Terra es va formar després que Bernadus Swartbooi, viceministre de reforma agrària, fos acomiadat pel president Hage Geingob el desembre de 2016 després de negar-se a demanar disculpes a l'aleshores ministre de Reforma Agraria Utoni Nujoma, a qui va acusar de reassentar persones d'altres regions al sud del país per davant dels Nama.

## Polítiques
Swartbooi ha estat un defensor vocal de la restitució de terres i la justícia restaurativa per als namíbis sense terra que van ser desposseïts de les seves terres, incloses les comunitats indígenes. El partit també afavoreix els drets LGBT i té previst abordar els problemes de l'avortament i la legalització de la marihuana. L'ala juvenil del partit és la LPM Youth and Student Command Element.

## Història electoral

### Eleccions a l'Assemblea Nacional
| Eleccions | Líder              | Vots   | %     | Escons  | +/– | Posició | Govern   |
| --------- | ------------------ | ------ | ----- | ------- | --- | ------- | -------- |
| 2019      | Bernadus Swartbooi | 38,956 | 4.75% | 4 / 104 | 4   | 3r      | Oposició |